# Lože (Vipava)
Lože (Duits: Rosenegg) is een plaats in Slovenië en maakt deel uit van de gemeente Vipava in de NUTS-3-regio Goriška. De plaats telde 214 inwoners op 1 januari 2020.

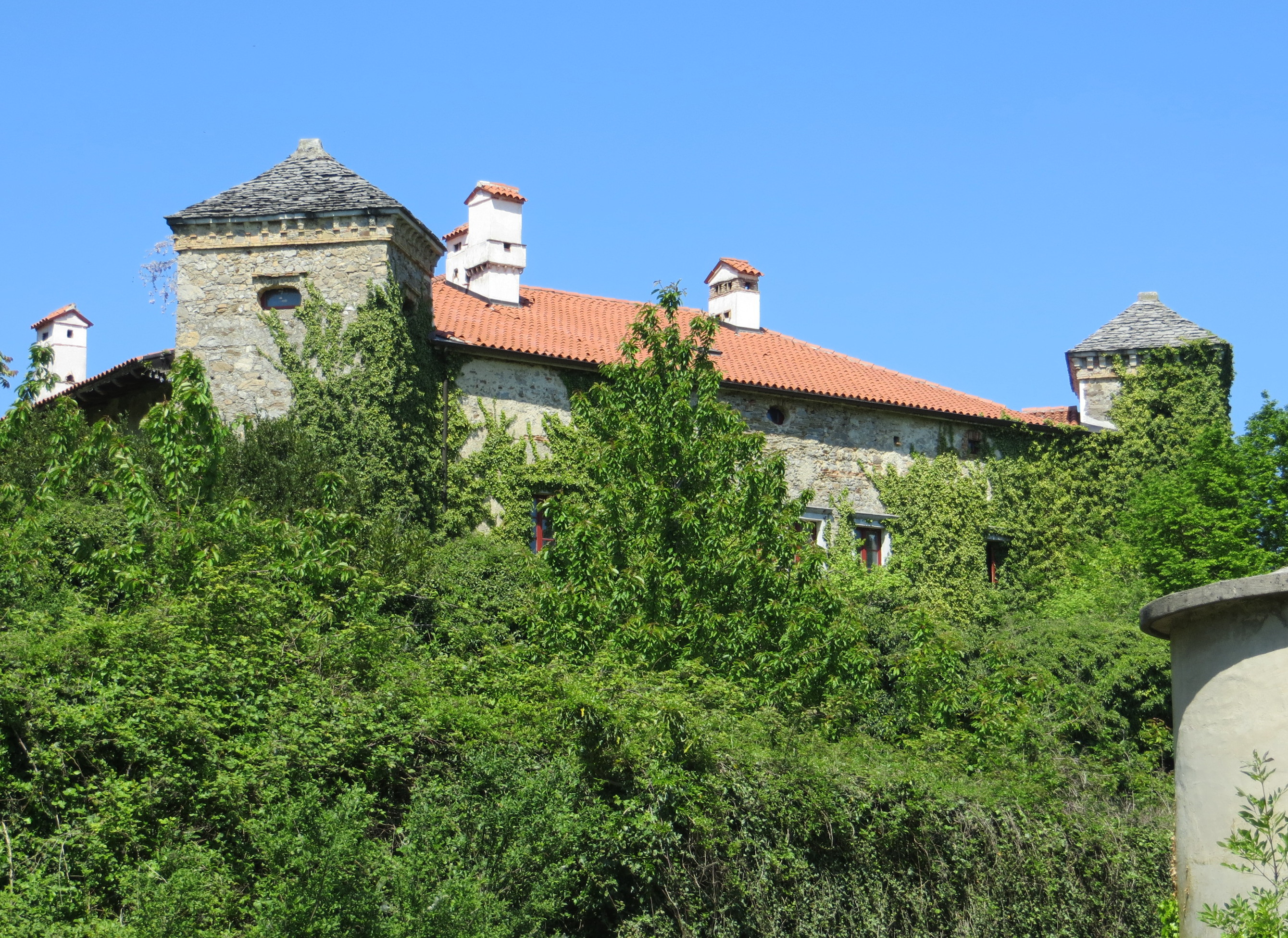
Burg Leutemberg